# 750GeV双光子信号
在粒子物理学中的750GeV双光子信号是大型强子对撞机(LHC)在收集数据后的发生的异常，2015年时被认为，这可能是一个新粒子或是指示共振从2016年的结果来看，这种异常是因为在数据收集的缺失，这表明双光子信号是一个统计的波动。在2015年12月和2016年8月之间，这种异常极大地引发了科学界的兴趣，其中包括约500篇的理论研究。  该假想粒子在科学文献中被表示为希腊字母 Ϝ（发音digamma）。由于在其中 发生衰减信道异常的数据。其中的数据 ，总是小于五个标准偏差（sigma）与预期不同的是，没有新的粒子被发现，并且因为该异常从未达到统计学所需要的宣布粒子的发现，这也是2016年8月的出版物中否认digamma的存在性的理由。 

## 2015年12月的数据
2015年12月15日， ATLAS 和 CMS 合作，在 欧洲核子研究中心 提出的结果，以第二业务运行的 大型强子对撞机 (LHC)在该质量中心能源的13TeV，达到有史以来最高能级的质子-质子碰撞。 其中的结果， 不变质量 分布对高能量光子产生的冲突表明一个双光子事件相比于标准模型 预测大约在750GeV/c2 . 分别来自每一个实验的 统计意义 偏差报告中局部标准差为3.9和3.4 。
信号的可能性可以被解释产生一个新的粒子(digamma)与一个大规模约为750GeV/c2 崩解为两个光子。 在 截面 至13TeV中心的质量所需的能量来解释双光子信号，乘以分离两个光子，据估计，
{\displaystyle \sigma (pp\to \digamma )\times {\rm {Br}}(\digamma \to \gamma \gamma )\approx 5\,{\rm {fb}}}
(fb=femtobarns)
这一结果与以前的实验相兼容，特别是与大型强子对撞机的测量值较低的中心大量能源的8TeV测量相同.

## 2016年八月的数据
截至2016年8月的更大样本的由ATLAS 系统和 CMS所收集的数据并不支持之前假设的 Ϝ 粒子，这说明2015年数据所显示的信号增强现象只是一个统计上的涨落。